# 陶家岭站
陶家岭站位于中华人民共和国湖北省武汉市汉阳区，是武汉地铁3号线的地铁车站，建设阶段名为“王家畈站”。

## 车站结构
位于龙阳大道与陶家岭路交汇处，在陶家岭路以北沿龙阳大道布置，为地下两层标准岛式站台车站，车站总长度197m。共设4个出入口和2组风亭。

### 楼层分布
| 地面     | 地面               | 出入口                               |  |  |
| 地下一层 | 站厅               | 售票机、客服中心、武漢通充值、洗手間 |  |  |
| 地下二层 |                    | █ 3号线 往沌阳大道（四新大道）       |  |  |
|          | 岛式站台，左侧开门 |                                      |  |  |
|          |                    | █ 3号线 往宏图大道（龙阳村）         |  |  |

### 車站出口
|                                                 |                                                 |                                                                     |
| 出口編號                                        | 設施                                            | 建議前往的目的地                                                    |
| A                                               |                                                 | 龍陽大道 陶家嶺路、太康城、中國建設銀行、武漢農村商業銀行、南國明珠 |
| B                                               |                                                 | 龍陽大道 隆祥東街、歐亞達建材家居廣場、龍陽南苑                     |
| C₁                                              |                                                 | 龍陽大道 隆祥東街、漢陽經濟開發區、楚通科技園                       |
| C₂                                              | 龍陽大道 陶家嶺路、三環汽車工業園、萬科漢陽國際 |                                                                     |
| D                                               |                                                 | 龍陽大道 陶家嶺路、萬科漢陽國際、麗華園酒店                         |
| 注： 設有升降機 \| 設有輪椅升降台 \| 設有洗手間 |                                                 |                                                                     |

## 邻近地区
太康城、南国明珠小区、三环汽车工业园、公交第四运营公司。

### 内部链接
- 武汉地铁车站列表